# Aquila (costellazione)
L'Aquila è una delle 48 costellazioni elencate da Tolomeo, ed è oggi parte delle 88 costellazioni riconosciute dall'UAI. Si trova a cavallo dell'equatore celeste ed è ben visibile nei mesi dell'estate boreale.

## Caratteristiche

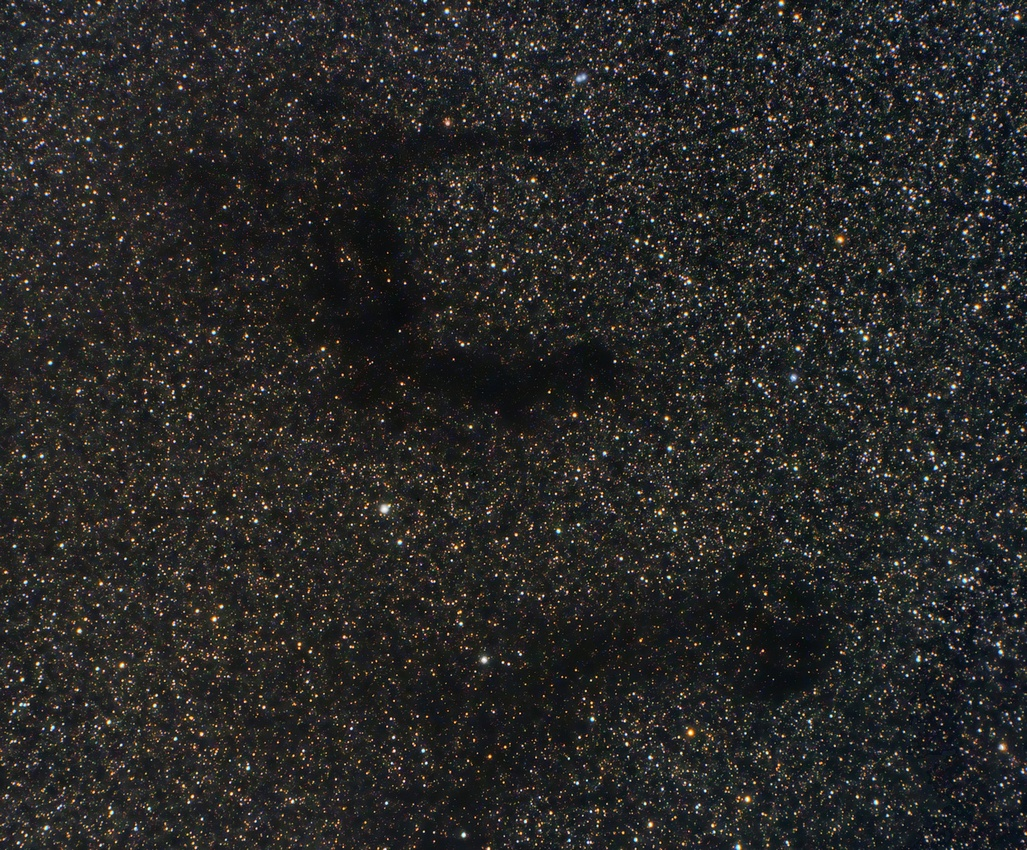
La Nebulosa E, una nebulosa oscura dalla forma caratteristica.

La costellazione dell'Aquila è facile da individuare, grazie alla presenza della brillante stella Altair, che costituisce il vertice meridionale del noto asterismo del Triangolo Estivo. La caratteristica più notevole della costellazione è in realtà un altro asterismo formato dalla stessa Altair, più le stelle β Aquilae (Alshain) e γ Aquilae (Tarazed), poste rispettivamente a sud e a nord di questa, che secondo un'antica tradizione persiana veniva chiamato "L'equilibrio". La Via Lattea corre lungo il lato occidentale della costellazione, comprendendo anche parte della striscia scura nota come Fenditura del Cigno, che in questo tratto è conosciuta come Fenditura dell'Aquila.
Nonostante la costellazione sia attraversata dalla Via Lattea, le stelle di fondo visibili ad occhio nudo o con piccoli binocoli sono poco numerose; ciò è dovuto alla presenza di grandi quantità di gas e polveri interstellari che bloccano la luce delle stelle retrostanti. Questi banchi di nubi oscure sono posti a una distanza media di 200-300 parsec (650-980 anni luce) dal sistema solare e costituiscono la sopra citata Fenditura dell'Aquila.
La costellazione, essendo a cavallo dell'equatore celeste, è ben osservabile da entrambi gli emisferi, durante i mesi compresi fra giugno e novembre; nell'emisfero nord è una delle figure caratteristiche del cielo estivo, mentre la sua levata a est nel cielo serale nell'emisfero sud preannuncia l'arrivo dei mesi invernali.

### Stelle principali
- α Aquilae, conosciuta soprattutto come Altair (parola araba che indica "l'aquila"), è una brillante stella bianca di magnitudine apparente 0,77 e di tipo spettrale A7 V; è la dodicesima stella del cielo in ordine di luminosità. Con una distanza di appena 17 anni luce, è anche una delle stelle più vicine a noi.
- γ Aquilae (Tarazed) è una stella arancione di magnitudine 2,72, distante 460 anni luce. Si sospetta che sia una stella variabile.
- ζ Aquilae (Deneb el Okab) è una stella bianca di magnitudine 2,99; è una stella tripla distante 83 anni luce.
- θ Aquilae (Tseen Foo) è una stella azzurra di magnitudine 3,24; si tratta di una binaria spettroscopica, distante 287 anni luce.
- δ Aquilae (Denebokab) è una stella gialla di magnitudine 3,36; dista 50 anni luce.

β Aquilae (Alshain) è una stella giallo-arancione che brilla con una magnitudine apparente di 3,71. È una stella tripla.
η Aquilae: questa variabile è una delle più brillanti variabili Cefeidi del cielo; la sua luminosità apparente varia tra 3,48 e 4,39 magnitudini, ogni 7,177 giorni.
15 Aquilae: è una stella doppia, la cui principale è di tipo K e magnitudine 5,4, con una compagna di settima magnitudine. È facilmente visibile con piccoli telescopi.

### Stelle doppie
Alcune delle stelle doppie presenti nella costellazione sono risolvibili anche con piccoli strumenti.
- 57 Aquilae è la più facile: è composta da due stelle di quinta (57 Aquilae A) e sesta (57 Aquilae B) magnitudine, entrambe biancastre e separate da oltre mezzo primo d'arco; è risolvibile anche con un binocolo.
- 15 Aquilae è anch'essa risolvibile con piccoli strumenti: la primaria, di magnitudine 5,4, ha una compagna di settima grandezza a 0,5' di separazione; la principale è gialla e la secondarie più tendente all'arancione.

| Principali stelle doppie |                                          |                                          |             |             |                                 |           |
| Nome                     | Coordinate equatoriali all'epoca J2000.0 | Coordinate equatoriali all'epoca J2000.0 | Magnitudine | Magnitudine | Separazione (in secondi d'arco) | Colore    |
| Nome                     | AR                                       | Dec                                      | A           | B           | Separazione (in secondi d'arco) | Colore    |
| 5 Aquilae                | 18h 46m 29s                              | -00° 57′ 42″                             | 5,90        | 7,5         | 12,8                            | b + verde |
| HD 174569                | 18h 50m 46s                              | +10° 58′ 35″                             | 6,9         | 8,0         | 3,5                             | ar + ar   |
| 15 Aquilae               | 19h 04m 58s                              | -04° 01′ 53″                             | 5,4         | 7,0         | 30,5                            | g + ar    |
| 57 Aquilae               | 19h 54m 38s                              | -08° 13′ 38″                             | 5,71        | 6,49        | 35,7                            | b + b     |
| β Aquilae                | 19h 55m 19s                              | +06° 24′ 29″                             | 3,71        | 11          | 6,5                             | ar + b    |

### Stelle variabili
Nella costellazione sono note un gran numero di stelle variabili, ma la gran parte di queste è poco luminosa e quindi fuori dalla portata di strumenti amatoriali.
Fra le numerose Cefeidi spicca la U Aquilae: in circa sette giorni varia dalla magnitudine 6,1 alla 6,86 e le sue variazioni sono percepibili anche con un binocolo; un'altra stella estremamente facile è la η Aquilae, le cui variazioni sono percepibili nell'arco di sette giorni anche ad occhio nudo, poiché l'ampiezza è di circa una magnitudine. La FF Aquilae in 4,5 giorni oscilla fra le magnitudine 5,2 e 5,7, restando sempre osservabile ad occhio nudo sotto cieli bui.
Fra le Mireidi l'unica stella facile è la R Aquilae, che quando è al massimo della luminosità è visibile anche ad occhio nudo; quando è al minimo è invece di dodicesima grandezza e non può essere osservata se non con telescopi di media potenza. Il periodo è di poco superiore ai nove mesi.
| Principali stelle variabili |                                          |                                          |             |             |                  |                                   |
| Nome                        | Coordinate equatoriali all'epoca J2000.0 | Coordinate equatoriali all'epoca J2000.0 | Magnitudine | Magnitudine | Periodo (giorni) | Tipo                              |
| Nome                        | AR                                       | Dec                                      | Max.        | Min.        | Periodo (giorni) | Tipo                              |
| R Aquilae                   | 19h 06m 22s                              | +08° 13′ 48″                             | 5,5         | 12,0        | 284,2            | Mireide                           |
| U Aquilae                   | 19h 29m 21s                              | -07° 22′ 39″                             | 6,1         | 6,86        | 7,0329           | Cefeide                           |
| V Aquilae                   | 19h 04m 24s                              | -05° 41′ 05″                             | 6,6         | 8,4         | 353              | Semiregolare (Stella al carbonio) |
| W Aquilae                   | 19h 15m 23s                              | -07° 02′ 50″                             | 7,8         | 14,2        | 490,16           | Mireide                           |
| TT Aquilae                  | 19h 08m 14s                              | +01° 17′ 55″                             | 6,46        | 7,70        | 13,755           | Cefeide                           |
| FF Aquilae                  | 18h 58m 15s                              | +17° 21′ 39″                             | 5,18        | 5,68        | 4,4709           | Cefeide                           |
| V822 Aquilae                | 19h 31m 16s                              | -02° 06′ 36″                             | 6,87        | 7,44        | 5,2950           | Eclisse                           |
| η Aquilae                   | 19h 52m 28s                              | +01° 00′ 20″                             | 3,48        | 4,39        | 7,1766           | Cefeide                           |
| ο Aquilae                   | 19h 51m 02s                              | +10° 24′ 58″                             | 5,14        | 5,3         | 1,9503           | eclisse                           |

## Oggetti del profondo cielo

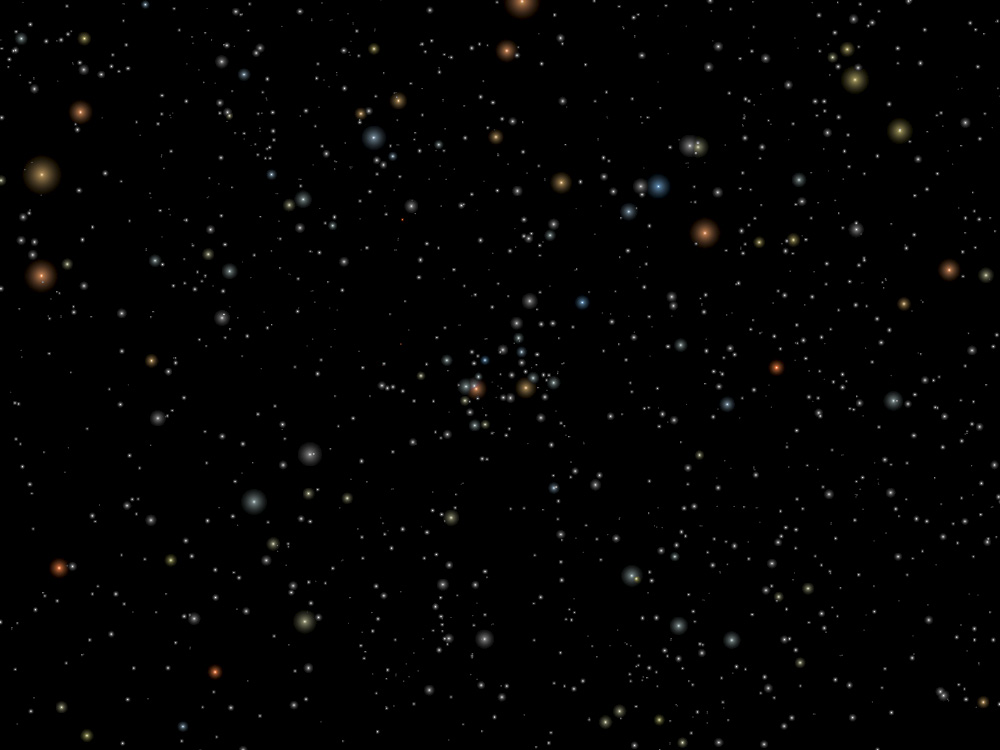
NGC 6709, un ammasso aperto.

Nonostante l'Aquila sia attraversata dalla Via Lattea e sia dunque ricca di campi stellari, non sono presenti oggetti particolarmente luminosi; qui infatti il Messier non vi trovò alcun oggetto da catalogare, a differenza delle adiacenti costellazioni minori della Freccia e dello Scudo.
Tra gli ammassi aperti, in generale piuttosto deboli, se ne possono citare soltanto due: NGC 6709, nei pressi del confine con l'Ofiuco, e NGC 6755, alcuni gradi ad ovest di δ Aquilae, entrambi risolvibili pienamente solo con telescopi di almeno 150mm di apertura.
NGC 6760 è invece un ammasso globulare, visibile 4 gradi a SE di θ Aquilae.
Tra le numerose nebulose planetarie presenti nella costellazione, in massima parte molto deboli, l'unica di rilievo è NGC 6781, che ricorda vagamente una miniatura della famosa Nebulosa Civetta nell'Orsa Maggiore.
La Via Lattea nell'Aquila è fortemente oscurata da un vasto complesso di nubi noto come Fenditura dell'Aquila, al punto che le stelle giovani associate alle regioni H II presenti in questa direzione non sono visibili, essendo completamente schermate. Fra le nebulose oscure spicca un sistema noto come Nebulosa E, dalla forma caratteristica e che si sovrappone ad un tratto brillante della Via Lattea, diventando così ben visibile.
Al di là di queste nubi, sono stati scoperti grandi sistemi nebulosi ricchi di bolle di vento stellare diffuse, grandi dai 10 ai 30 anni luce.
| Principali oggetti non stellari |                                          |                                          |                     |             |                                        |              |
| Nome                            | Coordinate equatoriali all'epoca J2000.0 | Coordinate equatoriali all'epoca J2000.0 | Tipo                | Magnitudine | Dimensioni apparenti (in primi d'arco) | Nome proprio |
| Nome                            | AR                                       | Dec                                      | Tipo                | Magnitudine | Dimensioni apparenti (in primi d'arco) | Nome proprio |
| NGC 6709                        | 18h 51m :                                | +10° 19′ :                               | Ammasso aperto      | 6,7         | 13                                     |              |
| NGC 6755                        | 19h 07m :                                | +04° 15′ :                               | Ammasso aperto      | 7,5         | 14                                     |              |
| NGC 6760                        | 19h 11m :                                | +01° 02′ :                               | Ammasso globulare   | 9,0         | 6,6                                    |              |
| NGC 6781                        | 19h 18m 28s                              | +06° 32′ 19″                             | Nebulosa planetaria | 11,4        | 1,9 x 1,8                              |              |
| NGC 6814                        | 19h 42m 40.6s                            | -10° 19′ 25″                             | Galassia            | 12,06       | 3,0 x 2,8                              |              |

## Sistemi planetari
L'Aquila contiene alcuni sistemi planetari; il più noto è quello di HD 183263, che conta due pianeti confermati di tipo gioviano, entrambi con una massa di oltre tre volte quella del pianete Giove; ben noto è pure il pianeta VB 10b, orbitante attorno a una nana rossa di diciassettesima magnitudine.
| Sistemi planetari |                                          |                                          |             |                   |                              |
| Nome del sistema  | Coordinate equatoriali all'epoca J2000.0 | Coordinate equatoriali all'epoca J2000.0 | Magnitudine | Tipo di stella    | Numero di pianeti confermati |
| Nome del sistema  | AR                                       | Dec                                      | Magnitudine | Tipo di stella    | Numero di pianeti confermati |
| HD 179079         | 19h 11m 09s                              | -02° 38′ 18″                             | 7,96        | Subgigante gialla | 1 (b)                        |
| VB 10             | 19h 16m 58s                              | +05° 09′ 02″                             | 17,30       | Nana rossa        | 1 (b)                        |
| HD 183263         | 19h 28m 25s                              | +08° 21′ 29″                             | 4,25        | Subgigante gialla | 2 (b - c)                    |
| ξ Aquilae         | 19h 54m 15s                              | +08° 27′ 41″                             | 4,72        | Nana gialla       | 1 (b)                        |
| HD 192263         | 20h 14m 00s                              | -00° 52′ 00″                             | 8,10        | Nana arancione    | 1 (b)                        |
| HD 192699         | 20h 16m 06s                              | +04° 34′ 51″                             | 6,44        | Subgigante gialla | 1 (b)                        |

## Buchi neri
Nella costellazione dell'Aquila è stato evidenziato BH3, un buco nero di massa stellare avente massa di circa 30 M☉, risultando al momento della scoperta il più grande BH galattico stellare. L'oggetto dista circa 2000 anni luce.

## Storia
Nell'Aquila sono state osservate storicamente due stelle novae: la prima nel 389 a.C., che fu descritta come brillante quanto Venere, la seconda nel 1918 brillante quanto Altair.

### Mitologia

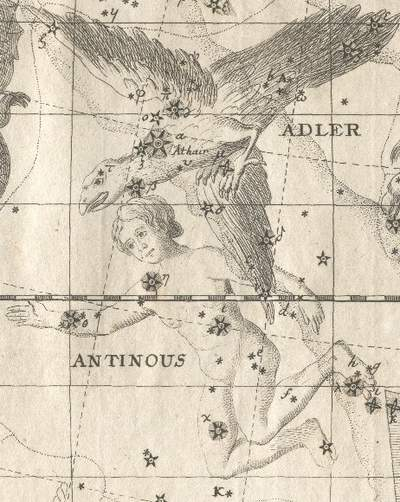
Antinoo fra gli artigli dell'Aquila in Uranographia di Johann Bode.

L'aquila è l'uccello del tuono dei Greci. Ci sono parecchie spiegazioni dell'esistenza di quest'aquila fra le costellazioni. Nella mitologia greca e romana, l'aquila era l'uccello di Zeus, e portava avanti e indietro la folgore che il dio adirato lanciava contro i suoi nemici. Ma l'aquila era coinvolta in storie d'amore oltre che di guerra.
Secondo una di queste storie, fu quest'Aquila a rapire il bel troiano Ganimede, per farlo diventare il coppiere degli dèi. Scrittori autorevoli come il poeta latino Ovidio dicono che Zeus si trasformò in un'aquila, mentre altri sostengono che una vera aquila fu mandata da Zeus a compiere quell'impresa. Lo stesso Ganimede è rappresentato nella vicina costellazione dell'Aquario, e le carte celesti mostrano l'Aquila che piomba sull'Acquario. Cesare Germanico dice che l'aquila è posta a guardia della freccia di Eros (la costellazione vicina della Freccia) che fece innamorare Zeus.
In un resoconto di Igino le costellazioni dell'aquila e del cigno sono unite. Zeus s'innamorò della dea Nemesi ma, date le resistenze di lei, si trasformò in un cigno e fece fingere ad Afrodite, trasformata in aquila, di cacciarlo. Nemesi offrì riparo al cigno in fuga, e si ritrovò fra le braccia di Zeus. A perenne ricordo di questo trucco ben riuscito, Zeus collocò le immagini del cigno e dell'aquila nel cielo.
Il nome della stella più brillante della costellazione, Altair, viene dall'arabo al-nasr al-ta'ir, che significa «aquila che vola» o «rapace». Tolomeo la chiamò Aquila, con lo stesso nome della costellazione. Lo studioso tedesco Paul Kunitzsch nota che i Babilonesi e i Sumeri si riferivano ad Altair come alla stella aquila. Le stelle vicine ad Altair, Beta e Gamma dell'Aquila formano le ali spiegate dell'uccello. Queste due stelle hanno nomi propri, Alshain e Tarazed, che vengono da una traduzione persiana di una vecchia parola araba che significa «l'equilibrio».
Altair forma un angolo del cosiddetto Triangolo Estivo insieme alle stelle Vega e Deneb, che si trovano rispettivamente nelle costellazioni della Lira e del Cigno. Un affascinante mito orientale raffigura le stelle dell'Aquila e quelle della Lira come due amanti separati dal fiume della Via Lattea, che riescono a incontrarsi solo un giorno all'anno quando le gazze si riuniscono a formare un ponte sul fiume celeste.
La parte meridionale dell'Aquila fu da Tolomeo separata dal resto della costellazione per formarne una ormai obsoleta chiamata Antinoo (in onore di Antinoo, il bellissimo giovane greco amato dall'imperatore Adriano) che in certe carte è raffigurata come un giovanetto intrappolato fra gli artigli dell'aquila.

## Orientamenti
Secondo alcuni studi recenti, la città dell'Aquila sarebbe stata edificata con le chiese e i monumenti disposti a terra specularmente alla costellazione Aquila, per volere del suo fondatore Federico II di Svevia.